# イゴール・ニクリン
イゴール・ニクリン （ロシア語: Игорь Никулин、1960年8月14日 - 2021年11月7日）は、ソビエト連邦（ロシア共和国）の陸上競技選手である。1992年に開催されたバルセロナオリンピックハンマー投の銅メダリストである。モスクワ出身。

## 自己ベスト
- ハンマー投　84m48 （1990年7月12日:ローザンヌ）

## 実績
| 年   | 大会                         | 場所                           | 種目       | 結果 | 記録  |
| ---- | ---------------------------- | ------------------------------ | ---------- | ---- | ----- |
| 1981 | ユニバーシアード             | ブカレスト（ルーマニア）       | ハンマー投 | 3位  | 75m24 |
| 1982 | ヨーロッパ陸上競技選手権大会 | アテネ（ギリシャ）             | ハンマー投 | 2位  | 79m44 |
| 1983 | 世界陸上競技選手権大会       | ヘルシンキ(フィンランド)       | ハンマー投 | 4位  | 79m34 |
| 1985 | ユニバーシアード             | 神戸（日本）                   | ハンマー投 | 3位  | 74m04 |
| 1986 | ヨーロッパ陸上競技選手権大会 | シュトゥットガルト（西ドイツ） | ハンマー投 | 3位  | 82m00 |
| 1987 | 世界陸上競技選手権大会       | ローマ(イタリア)               | ハンマー投 | 5位  | 80m18 |
| 1990 | ヨーロッパ陸上競技選手権大会 | スプリト（ユーゴスラビア）     | ハンマー投 | 3位  | 80m02 |
| 1992 | オリンピック                 | バルセロナ（スペイン）         | ハンマー投 | 3位  | 81m38 |
| 1992 | IAAF陸上ワールドカップ       | ハバナ（キューバ）             | ハンマー投 | 2位  | 78m28 |
| 1990 | ヨーロッパ陸上競技選手権大会 | ヘルシンキ（フィンランド）     | ハンマー投 | 4位  | 78m38 |